# 三韩县
三韩县是辽代、金代的一个县。
所谓三韩，是辰韩、弁韩、马韩。辽人认为辰韩为扶馀，弁韩为新罗（与北史记载不同），马韩为高丽。

## 设立
开泰年间，辽圣宗攻打高丽，将高丽俘虏安置于此，设立三韩县加以统治，有五千户。隶属于中京道辽代后期划归高州。金太祖天辅七年在高州置节度使，皇统三年废为县，隶属于北京路大定府。承安三年复升为高州，置刺史，隶属于全州，下辖武平、松山、静封三县。泰和四年废。境内有落马河，涂河。中华民国时其地属于热河省喀喇沁右翼旗西南。治所遗址在今内蒙古自治区赤峰市元宝山区风水沟镇兴隆坡村。

## 后世影响
明朝天启初年辽阳失守后，奏章中称呼辽人为三韩。后世因此称呼辽东为三韩。《山中见闻录》蓟辽总督袁崇焕致后金皇太极书：“十年战斗，驱夷夏之人，肝脑涂地，三韩膏血，浸渍草野，惨极痛极！”书中三韩专指辽北地区，即铁岭四周之境。

## 腳註
1. ↑  辽史 第三十九卷 志第九 地理志三
2. ↑  金史 卷二十四 志第五 地理志一
3. ↑  《中国古今地名大辞典》
4. ↑  .   [2014-12-10]. （原始内容存档于2014-12-10）.
5. ↑  顾炎武 《日知录·外国·三韩》
6. ↑  .   [2014-12-10]. （原始内容存档于2008-10-11）.